# Roberto Giovanni
Roberto Giovanni (Rio Claro, 16 de março de 1903 — Campinas, 11 de janeiro de 1994) foi um leigo religioso católico da ordem dos Irmãos Estigmatinos declarado Venerável pela Santa Sé.

## Vida
Nascido em Rio Claro em 16 de março de 1903, Roberto Giovanni foi um dos 13 filhos do casal Paschoal Giovanni e Severina Padula. Criado em um ambiente religioso, desde pequeno se envolveu nas atividades da Igreja, participando das iniciativas religiosas locais, como a Congregação Mariana e as ações dos vicentinos. Estudou contabilidade e exerceu a profissão de contador na sua cidade. Mostrando um profundo desejo de seguir a vida religiosa, em 21 de junho de 1927, com 24 anos, ingressou no Seminário Santa Cruz para iniciar sua formação religiosa. Mas não se interessou em ordenar-se padre, pois seu desejo era apenas prestar serviços religiosos como Irmão coadjutor. Ao formar-se, foi designado a trabalhar na cidade de Casa Branca.
Como religioso da Congregação dos Sagrados Estigmas de Nosso Senhor Jesus Cristo (Estigmatinos) trabalhou em Castro (PR), Ituiutaba (MG), Morrinhos (GO) e nas cidades paulistas de Rio Claro, Caconde e Casa Branca.
Em 1980, Irmão Roberto Giovanni recebeu o título de Cidadão Casabranquense, como reconhecimento por sua dedicação à comunidade de Casa Branca. As sugestões para que se ordenasse padre persistiram, sendo rejeitadas sempre por ele.
Em novembro de 1993, transferiu-se para a Casa de Repouso dos Padres e Irmãos Estigmatinos, em Campinas, para tratamento de saúde. Contraiu uma pneumonia e em 11 de janeiro de 1994, após uma longa enfermidade, faleceu. Seu corpo foi transladado para Rio Claro e, atendendo ao desejo da comunidade, foi sepultado na capela onde trabalhou e rezou por tantos anos, ao lado da imagem de Nossa Senhora do Desterro.

## Venerável
Tido como santo pela comunidade e por muitas pessoas afirmarem que alcançaram graças por sua intercessão, foi aberto o processo canônico para a beatificação e canonização, a pedido do bispo de São João da Boa Vista, que atendeu à demanda da população de Casa Branca. As providências se iniciaram em 2003, no seu centenário de nascimento.
Em 16 de março de 2010, quando o Irmão Roberto completaria 107 anos, foi instalado oficialmente o Tribunal para a instrução do processo de Beatificação do Servo de Deus, quando ele passou a ser reconhecido como Servo de Deus.
A Congregação para a Causa dos Santos promulgou em 28 de outubro de 2020, por autorização do Papa Francisco, Decreto que aprova as Virtudes Heroicas do Servo de Deus Ir. Roberto Giovanni. A partir de então, o Servo de Deus passa a ser Venerável, à espera de um sinal milagroso para sua beatificação.